# 대한민국 헌법위원회
헌법위원회(憲法委員會, 영어: Constitutional Committee)는 대한민국의 위헌법률심사, 위헌정당해산심판, 탄핵심판 등 헌법에 관한 분쟁을 담당하는 대한민국의 옛 헌법기관이다. 역사상 1945년 7월 17일에서 1961년 4월, 그리고, 1972년 12월 27일부터 1988년 8월까지 두번 설치되었다가 폐지되었다. 첫 번째 설치 시에는 탄핵심판 권한이 없었고, 탄핵재판소가 그 업무를 담당하였다.

## 제헌헌법상 헌법위원회
대한민국의 제헌국회의 헌법기초위원회에서는 법률의 위헌 여부의 심사제도에서 미국식을 따르느냐, 또는 유럽식을 따르느냐로 크게 문제가 되었다. 헌법기초위원회에서 심의의 모안으로 채택하였던 유진오 안은 유럽식의 헌법재판소제도를 규정하고 있었고, 참고안으로 채택하였던 권승렬 안은 미국식 제도를 규정하고 있었다. 결국은 양자의 타협으로서 채택된 것이 1948년 7월에 제헌 국회를 통과한 제헌헌법상의 헌법위원회제도이다.
제헌헌법상의 헌법위원회는 보통법원이 아닌 헌법재판소의 일종이고, 그 구성은 부통령이 위원장이 되고 국회가 선출하는 국회의원 5인의 의원(양원제 국회가 채택된 후에는 민의원 의원 3인과 참의원 의원 2인의 위원)과 대법원장이 추천한 대법관 5인의 위원으로 구성되었고, 이 점에서 유럽식을 따랐지만, 그 심사절차는 미국식을 따랐다. 즉 헌법위원회는 법률의 위헌 여부의 심사권을 가지지만, 독자적으로는 심사를 하지 못하고, 반드시 법원의 제청에 의해서만 심사를 하고, 또 법원은 법률의 위헌 여부가 재판의 전제가 된 때에 한하여 당해 사건의 담당판사 또는 소송당사자의 신청에 의하여 판사 3인으로서 구성되는 합의부의 결정에 의하여 헌법위원회에 법률의 위헌 여부의 심사를 제청할 수 있었다. 헌법위원회의 위헌결정은 현재의 헌법재판소 결정과 같이 '장래에 향하여 효력을 발생하되 형벌 조항은 소급하여 그 효력을 상실'하도록 하였는데, 이는 유럽 대륙식으로 미국식과 달랐다.
제1공화국 당시 헌법위원회의 위헌심사 건수는 총 10건도 되지 않았고, 위헌결정은 1952년 9월 9일의 2건에 불과했다. 1952년 7월의 제1차 개헌으로 국회의 양원제가 채택되었지만, 이승만의 자유당 정권은 붕괴될 때까지 참의원(상원) 선거의 실시 요구를 묵살하였다. 심지어 자유당 정권은 참의원이 구성되지 않았음을 빙자해 헌법위원회의 구성에 협조하지 않았고, 이 때문에 헌법위원회의 기능은 1954년 제3대 국회의원 선거 이후 정지되었다.
한편, 탄핵재판의 결정을 위해 탄핵재판소를 설치하였다. 탄핵재판소의 심판관은 대법관 5인과 국회의원 5인이었으며, 부통령이 탄핵재판장이 되었다. 다만, 대통령과 부통령 탄핵의 경우에는 대법원장이 재판장이 되었다.

## 3차 개헌과 헌법재판소
1960년 6월에 실시된 제3차 개헌으로 헌법위원회 제도가 폐지되고 제2공화국 헌법에 따른 상설 헌법기관으로서, 대통령·참의원·대법원이 각각 3인씩 임명하는 심판관으로 구성되는 헌법재판소를 설치하여 법률의 위헌 여부의 심사뿐만 아니라, 정당해산심판, 탄핵재판 등과 같은 여러 정치재판권까지도 담당하게 하였다. 그러나, 해당 헌법재판소는 구성되기 전에 5·16 군사 정변이 일어나 실제로는 존재한 적이 없다.

## 대법원과 탄핵심판위원회의 위헌, 탄핵 심사
1962년 실시된 제5차 개헌을 통해 헌법재판소가 폐지되고 완전히 미국식을 채용하여 위헌심사권을 보통법원(普通法院)에 부여하고 심사절차에 있어서 구체적 규범통제만을 채택하였다. 한편 탄핵재판을 위해서 탄핵심판위원회가 설치되었다. 이때 1971년 6월 22일 대법원에서는 법원조직법 제59조제1항 단서(1970년 8월 7일 개정)와 국가배상법 제2조제1항 단서(1967년 3월 3일 개정) 등 2개 규정에 대해 위헌 결정을 내렸다. 이후 이 위헌 결정에 따라 국가가 배상하도록 판결한 이범렬 당시 부장판사와 최공웅 판사가 향응을 받았다는 이유로 구속 영장이 청구되었고, 여기에 반발한 법원의 영장 기각, 검찰의 2차 청구, 판사들의 집단 사표 등 소위 사법 파동이 일어났다.

### 법원조직법, 국가배상법 판결 논란
법원의 합의는 헌법에 특별한 규정이 없는 한, 과반수로 결정하는 것이 원칙이다. 제3공화국 헌법에는 "정당해산을 명하는 판결은 대법원 법관 정수의 5분의 3 이상의 찬성을 얻어야 한다."(제103조)는 규정이 있었으나, 법률의 위헌 결정에 관하여는 특별한 규정이 없었기 때문에 대법원은 '대법원 판사 3분의 2 이상의 출석과 출석판사 과반수의 찬성'으로 위헌결정을 할 수 있다고 해석하였다. 그런데, 1970년 8월 7일 국회에서는 법원조직법을 개정하여 대법원이 위헌 결정을 하기 위해서는 "대법원 판사 3분의 2 이상의 출석과 출석판사 3분의 2 이상의 찬성"이 필요한 것으로 법원조직법에 단서 규정을 신설하였다. 당시 박정희 정부의 집권당인 공화당에서는 이 법의 개정 취지를 "위헌 심사를 신중하게 하기 위해서"라고 설명했지만, 실은 징발보상금배상법 등의 입법에 대한 법원의 위헌 결정을 사전에 막기 위한 것이었다.
1971년 6월 22일 대법원은 국가배상법 제2조제1항 단서(1967년 3월 3일 개정)와 법원조직법 제59조제1항 단서(1970년 8월 7일 개정)에 대하여 위헌 결정을 내렸다. 법원조직법의 경우, 16명의 판사 중 대법원장을 비롯한 5명을 제외한 11명이 찬성함으로써 위헌 판결을 얻을 수 있었다. 위헌 결정이 내려진 또 다른 조항인 국가배상법 2조의 경우, 군인이나 군속 등이 타인의 과실로 인해 전사, 순직 등을 한 경우 일시금이나 유족연금 이외에 국가에 손해배상을 청구하지 못하도록 한 것이었으나, 이 결정으로 인해 국가에 손해배상을 할 수 있는 길이 열리게 되었다. 하지만 결정 이후에 이 위헌 결정에 따라 국가가 배상하도록 판결한 이범렬 부장판사와 최공웅 판사가 향응을 받았다는 이유로 구속 영장이 청구되었고, 여기에 반발한 법원의 영장 기각, 검찰의 2차 영장 청구, 판사들의 집단 사표 등 이른바 '사법 파동'이 일어났다.
이는 1년 뒤 설치된 헌법위원회의 유명무실한 운영과 2년 뒤의 대법원 판사 재임용탈락 사건에 큰 영향을 미쳤다.

## 유신헌법 이후의 헌법위원회
1972년 12월 27일 공포된 유신헌법에 의해 대법원의 위헌심판권과 탄핵심판위원회가 폐지되고, 헌법위원회가 설치되었다. 특히, 법률의 위헌심판을 유명무실하게 만들기 위해 대법원에 합헌결정권을 부여해 '하급법원(고등법원이나 지방법원)의 위헌여부 제청에 대하여 대법원 합의부에서 불필요하다고 인정할 경우 위헌법률심판을 제기하지 않도록' 규정했다. 또, 1971년 6월 22일 위헌 판결을 낳은 국가배상법 제2조제1항 단서의 위헌 시비를 막기 위해 아예 헌법 조문에 군인과 경찰 등에 대한 배상 제한 규정(현행 헌법 제29조제2항과 같은 규정)을 신설했다.
유신헌법에 따라 전국 법관들의 인사권을 틀어쥔 대통령 박정희는 1973년 3월 24일에 1971년 당시 위헌 판결을 내렸던 판사 9명(방순원, 손동욱, 김치걸, 사광욱, 양회경, 나향윤, 홍남표, 한봉세, 유재방)을 모두 재임용에서 탈락시켰다. 이에 위축된 대법원은 이후 위헌심판을 단 한건도 제기하지 않았다.
1980년에 개정된 헌법에 의해 설치된 헌법위원회도 1973년의 헌법위원회와 마찬가지로 대법원에 합헌결정권을 부여해, 결과적으로 1987년 헌법 개정이 되기 전까지 존재한 제4공화국과 제5공화국의 헌법위원회는 유명무실한 휴면기관에 불과했다.

## 제9차 개정헌법으로 헌법재판소 설치 및 헌법위원회 폐지
헌법위원회는 제9차 개정헌법으로 폐지되고, 헌법재판소가 새로 설치되었다. 헌법재판소는 ① 법원의 제청에 의한 법률의 위헌여부심판, ② 탄핵의 심판, ③ 정당의 해산심판, ④ 국가기관의 상호간, 국가기관과 지방자치단체간 및 지방자치단체 상호간의 권한쟁의에 관한 심판, ⑤ 법률이 정하는 헌법소원에 관한 심판 등의 사항을 관장한다. 특히 헌법에 의거 대법원과 동위의 사법기관으로 그 위상이 강화됨은 물론, 위헌여부심판 또한 일반 개인이 법원을 거치거나, 아니면 헌법소원 형식으로 제청할 수 있어, 한건도 위헌심판을 하지 못한 1972년 이후의 헌법위원회와 비교해 막강한 권한을 가지게 되었다.

## 역대 헌법위원회 위원장
| 대수 | 이름           | 임기                              | 출신지                          | 출신학교              | 비고                                                                                      |
| ---- | -------------- | --------------------------------- | ------------------------------- | --------------------- | ----------------------------------------------------------------------------------------- |
| 1대  | 서상일(徐相日) | 1948년 6월 5일 ~ 1948년 7월 23일  | 경북 대구도호부 (현 대구광역시) |                       |                                                                                           |
| 2대  | 이시영(李始榮) | 1948년 7월 24일 ~ 1952년 7월 6일  | 경기 경성 (현 서울)             |                       | 초대 부통령 역임                                                                          |
| -    | 허정(許政)     | 1951년 5월 10일 ~ 1951년 5월 16일 | 경남 동래                       | 보성전문 (현. 고려대) | 권한 대행                                                                                 |
| 3대  | 김성수(金性洙) | 1951년 5월 17일 ~ 1952년 5월 29일 | 전북 부안                       | 와세다대학            | 동아일보 대표&임시정부 무임소국무위원&한국민주당 수석총무&민주국민당 당수&대한민국 부통령 |
| -    | 장택상(張澤相) | 1952년 7월 7일 ~ 1952년 8월 14일  | 경북 칠곡                       | 에딘버러 대학         | 수도경찰청장&경기도경찰청장&외무부 장관&3대 총리&부통령 대행&권한 대행                    |
| 4대  | 함태영(咸台永) | 1952년 8월 15일 ~ 1956년 8월 14일 | 함경도 무산군                   |                       | 심계원장&부통령                                                                           |
| 5대  | 장면(張勉)     | 1956년 8월 15일 ~ 1960년 4월 25일 | 경기 경성 (현 서울특별시)       | 경성농고              | 주한미국대사&2대 총리&부통령&6대 총리                                                     |
| 6대  | 정헌주(鄭憲柱) | 1960년 4월 26일 ~ 1961년 5월 20일 | 경상남도 고성군                 | 주오 대학             | 국토교통부 장관&국회의원                                                                  |

| 대수 | 이름           | 임기                              | 출신지 | 출신학교 | 비고 |
| ---- | -------------- | --------------------------------- | ------ | -------- | ---- |
| 1대  | 김현철(金顯哲) | 1973년 3월 19일 ~ 1979년 3월 25일 |        |          |      |
| 2대  | 이호(李澔)     | 1979년 3월 26일 ~ 1981년 4월 21일 |        |          |      |
| 3대  | 주재황(朱宰璜) | 1981년 4월 22일 ~ 1987년 5월 15일 |        |          |      |
| 4대  | 주재황(朱宰璜) | 1987년 5월 16일 ~ 1988년 8월 31일 |        |          |      |

## 결정
헌법에 의거 법률의 위헌결정, 탄핵의 결정, 정당해산의 결정 또는 헌법소원에 관한 인용결정을 할 때에는 위원회 위원 총원 9명 중 6인 이상의 찬성이 있어야 한다고 하였다. 이는 현재 헌법재판소의 결정 정족수와 동일하다.

## 같이 보기
- 헌법재판소
- 탄핵재판소
- 탄핵심판위원회
- 대법원
- 대한민국의 부통령
- 참의원